# Strophurus strophurus
Espèce
Synonymes
- Phyllodactylus strophurus Duméril & Bibron, 1836
- Diplodactylus strophurus (Duméril & Bibron, 1836)
- Discodactylus dumerilli Fitzinger, 1843

Strophurus strophurus est une espèce de geckos de la famille des Diplodactylidae.

## Répartition
Cette espèce est endémique d'Australie-Occidentale.

## Publication originale
- Duméril & Bibron, 1836 : Erpetologie Générale ou Histoire Naturelle Complete des Reptiles. Librairie Encyclopédique Roret, Paris, vol. 3, p. 1-517 (texte intégral).